# Manufacture nationale de Sèvres
Sèvres - Manufacture et Musée nationaux aplega la manufactura de porcellana en activitat des del segle xviii i el museu nacional de ceràmica creat el segle següent. Està situat a Sèvres als Hauts-de-Seine.

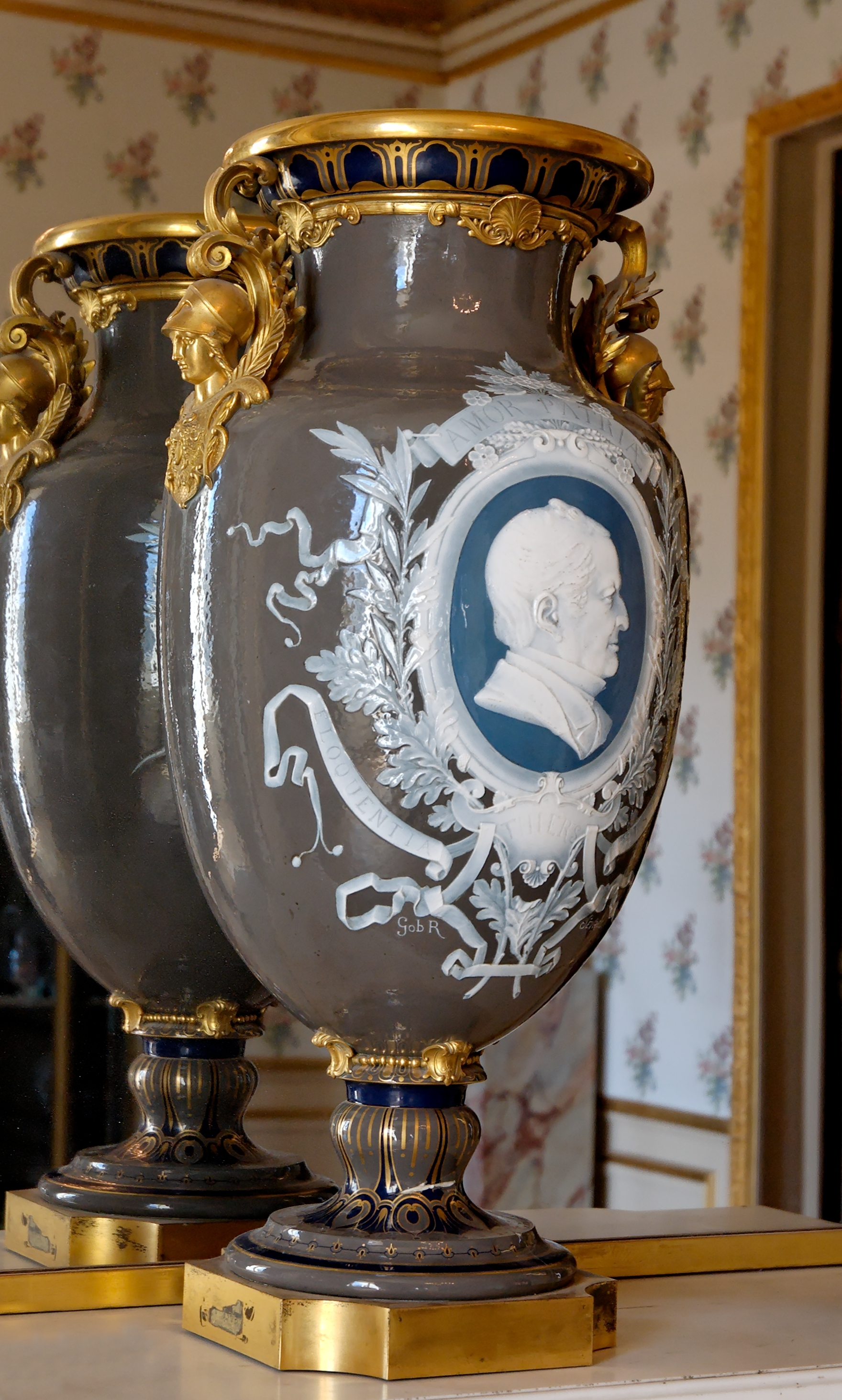
Vase de la Vendange representant Adolphe Thiers, 1873-1874, París, musée du Louvre.

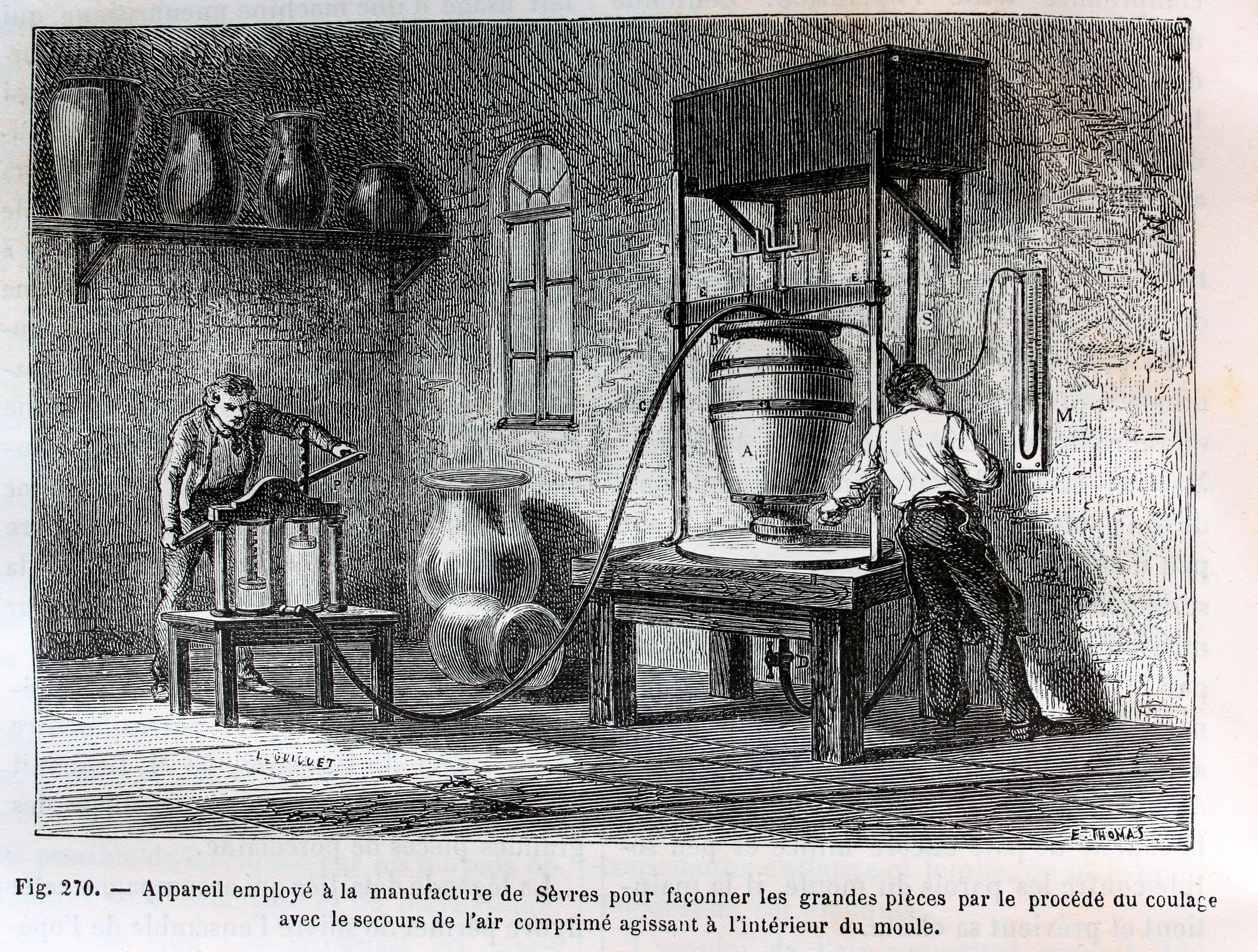
Aparell emprat el 1873.

El 1740, es va fundar la Manufacture de Vincennes gràcies a Lluís XV i a Madame de Pompadour, per tal d'aplegar les produccions de Chantilly i de Meissen. El 1756, la manufactura es va transferir a Sèvres prop del château de Bellevue (Meudon).
A l'inici es feia porcellana tendra, però la descoberta el 1768 de dipòsits a Llemotges de caolí va permetre fer porcellana dura.
De 1800 a 1847 la manufactura pren renom internacional sota la direcció d'Alexandre Brongniart, nomenat per Claude Berthollet.

## Artistes
- François Boucher
- Albert-Ernest Carrier-Belleuse
- Jean-Claude Duplessis, o Duplessis pare
- Charles-Nicolas Dodin
- Paul-Édouard Dreux
- Martin Drolling[2]
- Charles-François Becquet
- François Levavasseur
- Alfred Meyer[3]
- Louis Prosper Levavasseur, el germà gran
- Louis Jean Thévenet, pare
- Vincent Taillandier
- Étienne Maurice Falconet
- Louis Boizot
- Marcel Derny
- Jean-Charles Develly
- Charles Percier
- Alexandre-Évariste Fragonard.[4]
- Espérance Langlois
- Polyclès Langlois
- Eugène Froment-Delormel (1853 a 1885)
- Auguste Rodin
- Alexandre Sandier
- Clément Massier
- Félix Optat Milet
- Ernest Chaplet
- Hector Guimard
- Jacques-Émile Ruhlmann
- Henri Rapin
- Émile Decœur
- Jean Mayodon
- Robert Bonfils
- Hermine David
- Jean Arp
- Étienne Hajdu
- Pierre Alechinsky
- Alexander Calder
- Serge Poliakoff
- François-Xavier Lalanne
- Bernard Piffaretti
- Félix Bracquemond
- Albert Dammouse
- Louttre B.
- Dana Roman
- Arthur-Luiz Piza
- Antoine Béranger
- Pierre Buraglio
- Erik Dietman
- Adrian Saxe
- Betty Woodman
- Roberto Matta
- Richard Peduzzi
- Louis Gosselin
- Ettore Sottsass
- Alfred Courtens
- Arman
- Yayoi Kusama
- Louise Bourgeois
- Philippe Xhrouet ou Xhrowet, Secroix
- Marie-Claude-Sophie Xhrouet
- Théodore Deck[5]
- Louis Hista[6]
- Paul Ducuing[7]
- Charles Maillard
- Charles Buteux, pintor nascut a Grandvilliers el 1719
- Pierre Théodore Buteux, nascut a Grandvilliers el 1721
- Antoine Buteux, nascut a Grandvilliers el 1732

## Llista dels dirigents
- Alexandre Brongniart, administrateur (Almanach impérial 1812;[8] 1816;[9] Almanach royal 1827;[10] 1829;[11] 1841;[12] 1847).[13]

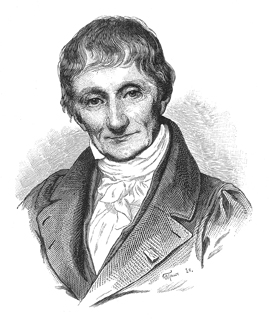
Jules Pizzetta, Portrait d'Alexandre Brongniart, publicat a la Galerie des naturalistes, Éd. Hennuyer, 1893.

El museu va ser creat el 1824 per Alexandre Brongniart, sota el nom de Musée Céramique et Vitrique.